# Erou byronian

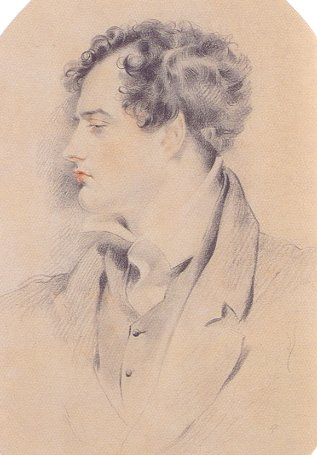
Byron c. 1816, de Henry Harlow

Eroul byronian este o variantă a eroului romantic⁠(d) ca tip de personaj, numit după poetul romantic englez Lord Byron. Istoricul și criticul Lord Macaulay a descris personajul ca fiind „om mândru, capricios, cinic, cu atitudine sfidătoare și inima nefericită, disprețuitor cu ceilalți și răzbunător implacabil, dar capabil de afecțiune profundă și puternică”.
Atât personalitatea lui Byron, cât și personajele din scrierile sale sunt considerate a oferi caracteristici definitorii tipului de personaj.
Eroul byronian a ajuns pentru prima dată la publicul larg în poemul narativ epic semiautobiografic Peregrinările lui Childe Harold (1812–1818) al lui Byron. Chiar dacă Byron a clarificat în prefața lucrării că Childe este un personaj fictiv, „publicul l-a asociat imediat pe Byron cu posomorâtul său erou”, cititorii fiind „convinși... că Byron și Childe erau unul și același”.
În poeziile lui Byron cu decoruri orientale apar mai multe versiuni „de acțiune⁠(d)” și cu o fire hotărâtă ale acestui tip de personaj. În lucrările mai târzii, Byron s-a distanțat progresiv de această tipologie, oferind tipuri alternative de eroi, cum ar fi Sardanapalus (Sardanapalus⁠(d)), Juan (Don Juan⁠(d)) ori Torquil (Insula), sau, când figura este prezentă, prezentându-l într-o lumină mai puțin pozitivă (Alp în „Asediul Corintului⁠(d)”), sau criticându-l prin intermediul naratorului sau al altor personaje. Byron a încercat mai târziu o astfel de întorsătură în propria sa viață când a participat în Războiul de Independență al Greciei, cu rezultate fatale, deși studiile recente arată că el a acționat cu mai multă iscusime politică și cu mai puțin idealism decât se credea anterior. Circumstanțele reale ale morții sale în Grecia din cauza unei boli au fost extrem de banale, dar în Anglia aceste detalii au fost ignorate în numeroasele lucrări care promovau mitul lui.

## Originile
Prototipul acestui gen de personal din opera lui Byron, Childe Harold, se bazează pe o varietate de personaje literare anterioare, inclusiv Hamlet⁠(d), Werther al lui Goethe (1774) și Dl. Faulkland al lui William Godwin din Caleb Williams⁠(d) (1794); el se asemăna și cu René⁠(d), eroul nuvelei lui Chateaubriand din 1802, deși este posibil ca Byron să nu o fi citit. Neînduplecatele personaje negative gotici⁠(d) ai lui Ann Radcliffe (începând în 1789 când a fost publicat The Castles of Athlin and Dunbayne, a Highland Story) prefigurează și ele un personaj negativ byronian capricios, egoist, care naște în propria operă de tinerețe a lui Byron, dintre care unele privesc înapoi spre rudele lui Byron dinspre familia Gordon, aristocrați din Highland sau iacobiți⁠(d) pierduți acum între două lumi. De exemplu, în poezia timpurie a lui Byron „When I Roved a Young Highlander” (1808), se vede o reflectare a conexiunii scoțiene tinerești a lui Byron, dar apar și aceste rânduri:
As the last of my race, I must wither alone,

And delight but in days, I have witness'd before:
Aceste rânduri reiau tratarea lui William Wordsworth a Ossianului lui James Macpherson din „Glen-Almain” (1807):
That Ossian, last of all his race!

Lies buried in this lonely place.
Astfel, poezia lui Byron pare să arate că încă de la începuturi în mintea sa se exercita o influență melancolică și sumbră nu numai din partea lui Wordsworth, ci și a lui Macpherson.

După Peregrinările lui Childe Harold, eroul byronian și-a făcut apariția în multe dintre celelalte lucrări ale lui Byron, inclusiv în seria sa de poezii pe teme orientale: Ghiaurul⁠(d) (1813), Corsarul⁠(d) (1814) și Lara⁠(d) (1814); și piesa lui de sertar⁠(d) Manfred⁠(d) (1817). De exemplu, Byron l-a descris pe Conrad, eroul-pirat din Corsarul (1814), după cum urmează: 
Omul acesta ce-l înconjoară singurătatea și misterul,

Pe care abia îl vede cineva zâmbind și foarte rar suspinând — (I, VIII)
 și 
El se simțea vinovat; dar și ceilalți nu erau mai puțin vinovați după părerea lui;

și ura pe toți aceia care i se păreau vinovați întocmai ca pe niște ipocriți ce săvârșea pe taină aceea ce un duh îndrăzneț nu s-ar fi temut să mărturisească

El iară știa prea bine că este urâcios; însă încai și aceia care nu-l iubeau cel puțin se temea de dânsul și îl știa de frică. Singuratic, fieros, posomorât, trufaș și fără să-i intre nimeni în voie:

## Reacția publicului și adepții
Byron a continuat să fie fervent admirat în anii de după moartea sa, în ciuda afirmațiilor autorului Peter L. Thorslev cum că cultura literară a eroului byronian „a murit în Anglia aproape odată cu Byron”. Printre adepții de seamă s-a numărat Alfred Tennyson: când a murit Byron, avea paisprezece ani și a fost atât de îndurerat de moartea poetului, că a sculptat cuvintele „Byron a murit” pe o stâncă lângă casa lui din Somersby, declarând că „lumea s-a întunecat pentru el”. Cu toate acestea, admirația lui Byron ca personaj i-a determinat pe unii adepți să emuleze caracteristicile eroului byronian. Cel mai de seamă a fost Wilfrid Scawen Blunt⁠(d), care a dus cultul lui Byron la un remarcabil extrem. S-a căsătorit cu nepoata lui Byron, a efectuat un „pelerinaj Byron” în jurul continentului; atitudinea sa anti-imperialistă l-a făcut să devină un proscris ca și erul lui; toate i-au cimentat angajamentul de a imita personajul byronian. Pentru profesorul David Michael Jones, „eroul byronian” devine o expresie a masculinității care „este schimbată, reprimată și reformatată în tot îndelungatul secol al XIX-lea”.

## Utilizarea în literatură și alte influențe

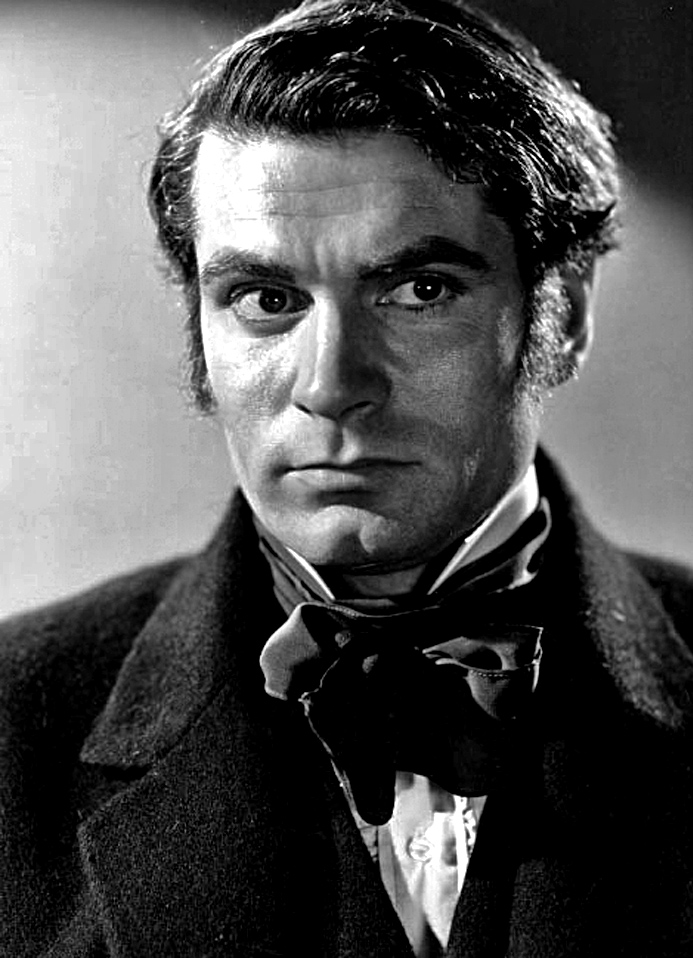
Laurence Olivier în rolul eroului byronian într-o adaptare cinematografică a romanului La răscruce de vânturi de Emily Brontë

Influența lui Byron se manifestă la mulți autori și artiști ai mișcării romantice și scriitori de ficțiune gotică⁠(d) din secolul al XIX-lea. Lord Byron a fost modelul pentru personajul principal din Glenarvon⁠(d) (1816) scris de fosta iubită a lui Byron, Lady Caroline Lamb; și pentru Lord Ruthven în The Vampyre⁠(d) (1819) scris de medicul personal al lui Byron, John William Polidori. Edmond Dantès⁠(d) din Contele de Monte-Cristo (1844) de Alexandre Dumas, Heathcliff⁠(d) din La răscruce de vânturi de Emily Brontë (1847) și Rochester din Jane Eyre (1847) a lui Charlotte Brontë sunt alte exemple de eroi byronieni din secolul al XIX-lea.
În literatura victoriană de mai târziu, personajul byronian părea să supraviețuiască doar ca o figură solitară, resemnată cu suferința. Cu toate acestea, reprezentarea personajului de către Charles Dickens este mai complexă decât atât. Steerforth manifestă în David Copperfield conceptul de aspect de „înger decăzut” al eroului byronian; temperamentul lui violent și seducția lui Emily ar trebui să-l întoarcă pe cititor, și într-adevăr pe David, împotriva lui; dar nu o face. El încă păstrează o fascinație, așa cum recunoaște David după ce a descoperit ce i-a făcut Steerforth lui Emily. Poate că a greșit, dar David nu se poate convinge să-l urască. Izbucnirile ocazionale de remușcări ale lui Steerforth dezvăluie un personaj chinuit, ecou cu o remușcare byroniană. Harvey ajunge la concluzia că Steerforth este un amestec remarcabil de răufăcător, dar și erou și explorarează ambele fațete ale personajului byronian.
Criticii au făcut paralele și între eroul byronian și așa-zisul om de prisos, eroi solipsiști ai literaturii ruse. În special, celebrul personaj Evgheni Oneghin al lui Aleksandr Pușkin, oglindește multe dintre atributele văzute în Peregrinările lui Childe Harold, cum ar fi gândirea solitară și lipsa de respect pentru privilegiul tradițional. Primele etape ale romanului poetic al lui Pușkin, Evgheni Oneghin, au apărut la doisprezece ani după Peregrinările lui Childe Harold al lui Byron, care a avut o influență evidentă (Vladimir Nabokov a susținut în Comentariu la Evgheni Oneghin că Pușkin îl citise pe Byron în anii săi în exil, chiar înainte de a compune Evgheni Oneghin). Aceleași teme ale personajelor au continuat să influențeze literatura rusă, în special după ce Mihail Lermontov a revigorat eroul byronian prin personajul Peciorin din romanul Un erou al timpului nostru⁠(d) (1839).
Eroul byronian apare și în multe romane contemporane și a jucat un rol în literatura modernă ca precursor al unei forme populare de antierou. Erik, fantoma din Fantoma de la operă a lui Gaston Leroux (1909–1910) este un exemplu binecunoscut din prima jumătate a secolului al XX-lea, în timp ce James Bond⁠(d) al lui Ian Fleming (dacă nu încarnările sale cinematografice) din a doua jumătate a aceluiași veac prezintă toate trăsăturile caracteristice: „singuratic, melancolic, cu un aspect fizic frumos în mod natural, care într-un fel a devenit răvășit... sumbru și mâhnit în expresie, cu o textură rece și cinică, și mai presus de toate enigmatic, în posesia unui secret sinistru.”
În literatura română, eroul byronian a fost adoptat încă de la scriitorii prepașoptiști: poezia „Ermitul” a lui Cezar Bolliac este închinată unui astfel de personaj, iar Grigore Alexandrescu își asumă temperamentul byronian în „Suferință”. La Dimitrie Bolintineanu, un poet puternic influențat de Byron, se remarcă personajul eponim din „Andrei, sau luarea Nicopolei de către români”. Mihai Eminescu a dezvoltat în felul său caracteristic tipologia, în Hyperion din Luceafărul și în demonul din „Înger și demon”.

### Modernitatea
Diferite iterații ale eroului byronian s-au făcut cunoscute în cultura populară modernă. Mulți cercetători au conectat deja figura eroului byronian cu personajele principale de la Hollywood: interpretarea lui Christopher Nolan a lui Bruce Wayne⁠(d) ca supereroul justițiar Batman a fost descrisă ca întruchipând „partea întunecată a posibilităților umane”, unde „codul său moral nu se aliniază cu legea.” Personajul jucat de Christian Bale în trilogia Dark Knight a fost descrisă de Nolan ca fiind „exact echilibrul între întuneric și lumină pe care îl căutam”. Franciza Războiul Stelelor tratează în mod repetat temele ispitei și coruperii legate de conflictul central între o „parte luminoasă” și o „parte întunecată”, întruchipată de personajul Anakin Skywalker. Incontestabilul personaj negativ al trilogiei originale Războiul Stelelor începe să fie puțin înțeles de public atunci când se dezvăluie manipularea și controlul mental la care a fost supus, și care l-au determinat inevitabil să devină infamul Darth Vader. Această ambiguitate și relația sa strânsă cu întunericul (la propriu și la figurat) îl plasează chiar în centrul arhetipului eroului byronian.

## Eroina byroniană
Există, de asemenea, sugestii cu privire la potențialul unei eroine byroniene în lucrările lui Byron. Charles J. Clancy susține că Aurora Raby din Don Juan⁠(d) posedă multe dintre caracteristicile tipice unui erou byronian. Descrisă în poem drept „tăcută, singuratică”, viața ei a fost într-adevăr petrecută în izolare – a rămas orfană de la naștere. Ea validează afirmația lui Thorslev conform căreia eroii byronieni sunt „invariabil solitari”. Cu toate acestea, la fel ca omologul ei masculin, ea evocă un interes din partea celor din jurul ei: „era o oarecare uimire în omagiul pe care îl atrăgea”. Din nou, aceasta nu diferă de descrierea fascinației cu care era întâmpinat Byron oriunde mergea. Natura ei aparent îndurerată amintește și de regretele care îl chinuie pe eroul byronian. Ea este descrisă ca având ochi profund triști, „ochi care străluceau de tristețe, așa cum strălucesc serafii”. Aceasta este o caracteristică specifică a eroului byronian. Ea pare să exprime o disperare față de omenire, similară disperării prezente în Cain⁠(d) al lui Byron, după cum notează Thorslev. Ea însăși recunoaște că este disperată de „declinul omului”, prin urmare aceasta lucru o aduce în comparație directă cu oroarea lui Cain față de distrugerea omenirii.
În literatura cultă, o primă eroină byroniană tipică este personajul principal din romanul Vegetariana al laureatei Premiului Nobel pentru Literatură Han Kang, dar în cultura populară tipologia lui Batman amintită mai sus fusese deja reluată în 2001 de personajul feminin Jessica Jones⁠(d) din romanele grafice produse de Marvel.